# 雷酸
雷酸，是一种化合物，分子式为HCNO。它的银盐在1800年由爱德华·查尔斯·霍华德（Edward Charles Howard）发现，后来在1824年由尤斯图斯·冯·李比希进行了研究。它是一种有机酸，是异氰酸的异构体，异氰酸银盐在一年后被弗里德里希·维勒发现。1966年首次制得了雷酸。
雷酸及雷酸盐（如雷酸汞）都非常危险，经常被用来作为雷管引爆其他炸药，是典型的起爆药。蒸气也是有毒的。